# Ouled Hamla
Ouled Hamla (em árabe: أولاد حملة) é uma comuna localizada na província de Oum El Bouaghi, Argélia. Segundo o censo de 2008, a população total da cidade era de 13 112 habitantes.